# 달빛동맹

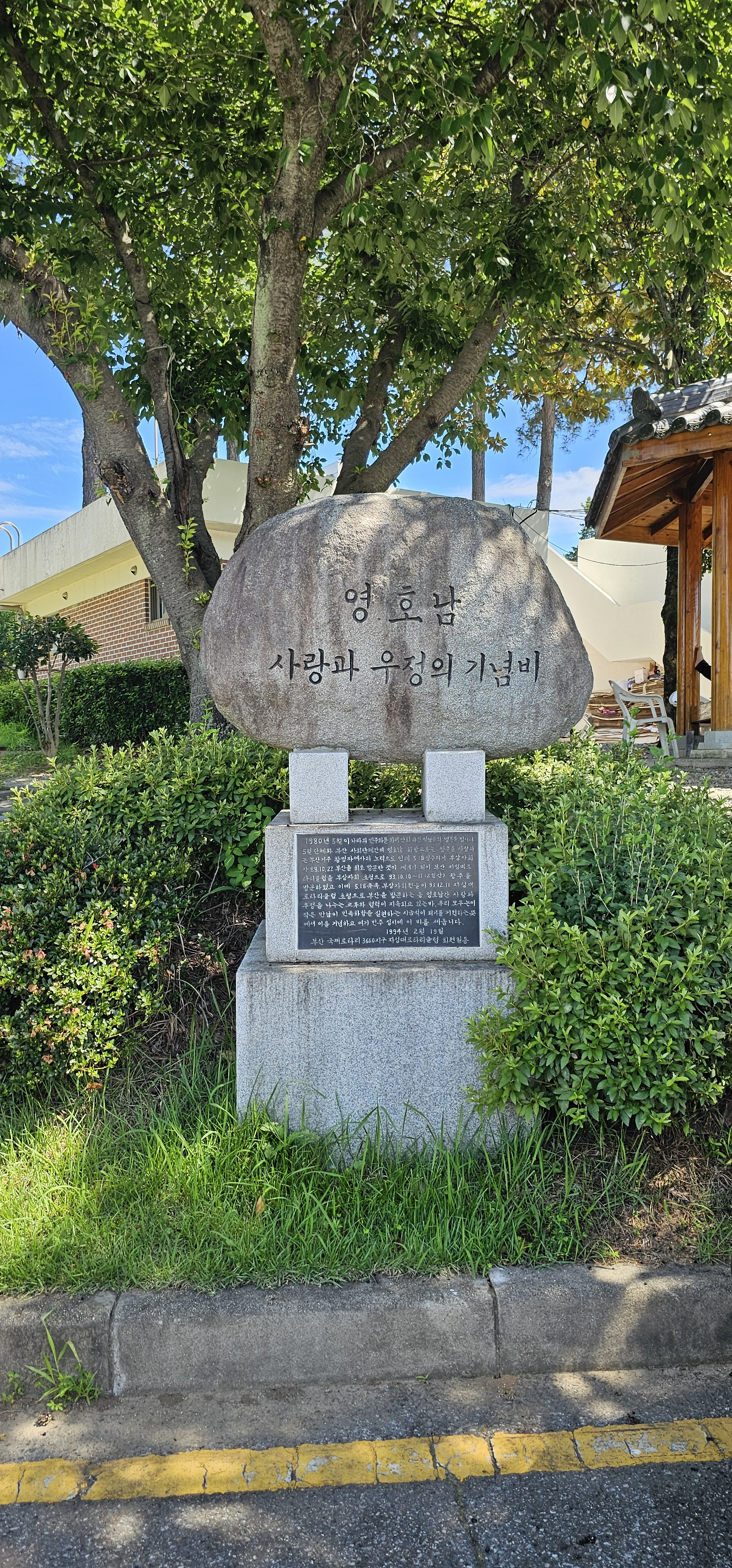
광주광역시 시립묘지 길목에 설치된 영호남 우호 상생비

달빛동맹은 대구광역시의 옛 명칭인 '달구벌'과 광주광역시의 옛 명칭인 '빛고을'의 앞글자를 따서 만든 지자체 간 정치, 경제, 사회, 문화적 협력체이다. 2009년 민주당와 대구광역시와의 정치협의회를 기반으로 같은 해 10월부터 두 도시 간의 교류와 협력이 강화되기 시작하였고, 당시 정부 부처 및 여러 기관에서 해당 협력을 '달빛 동맹'이라고 칭하기 시작했다. 원래는 정계에서 탄생한 신조어였으나, 2025년 기준으로 해당 협력은 다양한 산업과 문화, 정치 분야로 확대되었고, 공공 부문을 넘어 민간 차원에서의 협력도 강화되고 있다. 2009년부터 2025년 현재까지 광주광역시와 대구광역시 지자체 간 협력으로 이루어진 각종 사업에는 광주대구고속도로 현대화 및 확장 사업, 달빛철도 건설 추진, 군공항 이전 추진, 5.18 민주화 운동 기록물과 국채보상운동 기록물의 유네스코 문화유산 등재 등이 있다.
달빛동맹은 협력 초기부터 긍정적인 평가를 받았다. 특히 영남 지방과 호남 지방은 1970년대 이후 정치적 배경의 차이로 대립이 심했지만, 영호남 지방을 대표하는 두 지자체의 장이 정치적 대립을 극복하고 교류와 협력을 이어나가는 것에 해당 지자체를 비롯하여 정부 부처, 주요 언론 등은 달빛동맹을 지역 상생 및 협력의 모델로 보고 있다. 이 외에도 국토 균형 발전, 지자체 간 소통 및 지속 발전 측면에서도 달빛 동맹은 남부 지방 및 대한민국에서 중요한 역할을 하고 있다.